# Teraina
Teraina, también conocido como isla Washington (ambos nombres son oficiales), es un atolón coralino situado en el océano Pacífico central. Forma parte de las islas de la Línea pertenecientes a la República de Kiribati. 
La isla posee un área de 7.8 km² (3 mi²), y la población en 1990 ascendía a 936, llegando a 1000 en 2000. La capital, Tangkore se encuentra en la parte occidental de la isla. 
La principal actividad en la isla es la producción de copra. En 1798 fue descubierta por el estadounidense neoyorquino Edmund Fanning, quien le puso el nombre del presidente George Washington. También se la ha conocido como isla New York e isla Prospect.
Todas las localidades se encuentran en la lista siguiente, con los resultados del censo de 2005. Se encuentran situadas siguiendo las agujas del reloj alrededor del perímetro del atolón. 
| N.º | Localidad  | Población (Censo 2005) |
| --- | ---------- | ---------------------- |
| 1   | Abaiang    | 91                     |
| 2   | Kauamwemwe | 106                    |
| 3   | Uteute     | 72                     |
| 4   | Kaaitara   | 34                     |
| 5   | Tangkore   | 203                    |
| 6   | Matanibike | 191                    |
| 7   | Arabata    | 190                    |
| 8   | Mwakeitari | 92                     |
| 9   | Onauea     | 176                    |
|     | Teraina    | 1155                   |